# Brietz
Brietz is een plaats en voormalige gemeente in de Duitse deelstaat Saksen-Anhalt, en maakt deel uit van de Landkreis Altmarkkreis Salzwedel.
Brietz vormt samen met Chüttlitz een Ortschaft van de gemeente Salzwedel.
Brietz en Chüttlitz liggen respectievelijk 5 en 3 kilometer ten noordwesten van de stad Salzwedel en telden eind 2023 respectievelijk 402 en 458 inwoners. Door beide dorpen loopt de Bundesstraße 71. Ten oosten van Brietz ligt een bedrijventerrein, waar aannemers- en bouwmaterialenbedrijven zijn gevestigd.

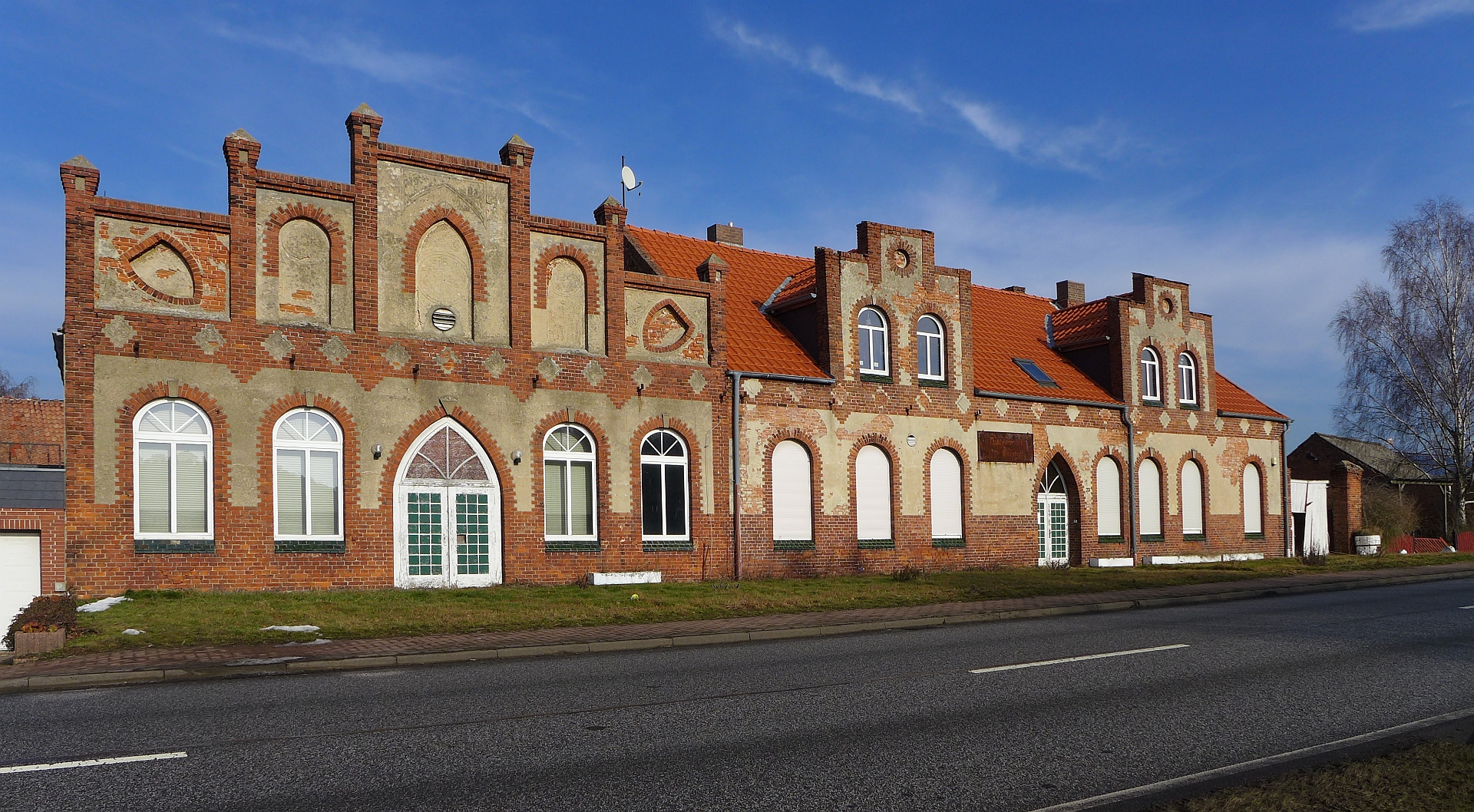
Brietz, horecabedrijf in een 19e-eeuws gebouw

Ten noorden van de twee dorpen strekt zich een grotendeels bebost natuurgebied (Landgraben-Dumme-Niederung, in Saksen-Anhalt ruim 2.900 hectare groot) uit, dat doorloopt tot in Blütlingen, een wijkje van het naburige Wustrow (Wendland, Nedersaksen).